# Джонсен, Бриттон
Бриттон Джонсен (англ. Britton Johnsen, Пустой шаблон {{ВД-Преамбула}} ) — американский бывший профессиональный баскетболист, игравший на позициях лёгкого и тяжёлого форварда.

## Профессиональная карьера
Джонсен был выбран под 19-м номером на драфте Континентальной баскетбольной ассоциации командой «Гэри Стилхэдс» в 2003 году. Затем он недолго играл за «Орландо Мэджик» в НБА в сезоне 2003/2004, набирая в среднем 2,1 очка и 2,1 подбора за игру. Затем он играл за «Нью-Орлеан Хорнетс» во время предсезонной подготовки НБА 2004 года. Джонсен был одним из трёх игроков (другие — Тремэйн Фоулкс и Маркус Хэйслип), подписавших однолетние контракты с «Индианой Пэйсерс» после драки между игрокам «Пэйсерс» и «Пистонс» 19 ноября 2004 года, из-за которой «Пэйсерс» потеряли в связи с дисквалификаций трёх лучших игроков: Рона Артеста, Джермейна О’Нила и Стивена Джексона.
Он также играл за команду «Юта Джаз» в Летней лиге во время предсезонных сборов в 2008 году.
Он также играл в Лиге развития НБА за «Фейетвилл Пэтриотс», «Бейкерсфилд Джэм» и «Юта Флэш», а также в КБА за «Айдахо Стэмпид».

### Карьера за рубежом
Джонсен также выступал за несколько профессиональных клубов за пределами США. В 2005 году он перешёл в испанский клуб «Аликанте». Затем, в 2006 году, он перешёл в греческий клуб «Панеллиниос».
В 2007 году он присоединился к французскому клубу «Элан Беарне». В 2008 году он перешёл в клуб турецкой лиги «Галатасарай». В 2009 году он присоединился к греческому клубу ПАОК. Год спустя он вернулся в «Панеллиниос». В 2011 году он присоединился к аргентинскому клубу «Кильмес».

## Статистика

### Статистика в НБА
| Сезон                                                                                    | Команда | Регулярный сезон | Регулярный сезон | Регулярный сезон | Регулярный сезон | Регулярный сезон | Регулярный сезон | Регулярный сезон | Регулярный сезон | Регулярный сезон | Регулярный сезон | Регулярный сезон | Серия плей-офф | Серия плей-офф | Серия плей-офф | Серия плей-офф | Серия плей-офф | Серия плей-офф | Серия плей-офф | Серия плей-офф | Серия плей-офф | Серия плей-офф | Серия плей-офф |
| Сезон                                                                                    | Команда | GP               | GS               | MPG              | FG%              | 3P%              | FT%              | RPG              | APG              | SPG              | BPG              | PPG              | GP             | GS             | MPG            | FG%            | 3P%            | FT%            | RPG            | APG            | SPG            | BPG            | PPG            |
| ---------------------------------------------------------------------------------------- | ------- | ---------------- | ---------------- | ---------------- | ---------------- | ---------------- | ---------------- | ---------------- | ---------------- | ---------------- | ---------------- | ---------------- | -------------- | -------------- | -------------- | -------------- | -------------- | -------------- | -------------- | -------------- | -------------- | -------------- | -------------- |
| 2003/04                                                                                  | Орландо | 20               | 4                | 14,5             | 28,8             | 8,3              | 43,8             | 2,3              | 0,6              | 0,4              | 0,1              | 2,1              | Не участвовал  | Не участвовал  | Не участвовал  | Не участвовал  | Не участвовал  | Не участвовал  | Не участвовал  | Не участвовал  | Не участвовал  | Не участвовал  | Не участвовал  |
| 2004/05                                                                                  | Индиана | 6                | 1                | 14,5             | 27,3             | 0,0              | -                | 1,7              | 0,7              | 0,2              | 0,0              | 2,0              | Не участвовал  | Не участвовал  | Не участвовал  | Не участвовал  | Не участвовал  | Не участвовал  | Не участвовал  | Не участвовал  | Не участвовал  | Не участвовал  | Не участвовал  |
|                                                                                          | Всего   | 26               | 5                | 14,5             | 28,4             | 6,3              | 43,8             | 2,1              | 0,6              | 0,3              | 0,0              | 2,1              | Не участвовал  | Не участвовал  | Не участвовал  | Не участвовал  | Не участвовал  | Не участвовал  | Не участвовал  | Не участвовал  | Не участвовал  | Не участвовал  | Не участвовал  |
| Наведите курсор мыши на аббревиатуры в заголовке таблицы, чтобы прочесть их расшифровку. |         |                  |                  |                  |                  |                  |                  |                  |                  |                  |                  |                  |                |                |                |                |                |                |                |                |                |                |                |

### Статистика в Джи-Лиге
| Сезон                                                                                    | Команда  | Регулярный сезон | Регулярный сезон | Регулярный сезон | Регулярный сезон | Регулярный сезон | Регулярный сезон | Регулярный сезон | Регулярный сезон | Регулярный сезон | Регулярный сезон | Регулярный сезон | Серия плей-офф | Серия плей-офф | Серия плей-офф | Серия плей-офф | Серия плей-офф | Серия плей-офф | Серия плей-офф | Серия плей-офф | Серия плей-офф | Серия плей-офф | Серия плей-офф |
| Сезон                                                                                    | Команда  | GP               | GS               | MPG              | FG%              | 3P%              | FT%              | RPG              | APG              | SPG              | BPG              | PPG              | GP             | GS             | MPG            | FG%            | 3P%            | FT%            | RPG            | APG            | SPG            | BPG            | PPG            |
| ---------------------------------------------------------------------------------------- | -------- | ---------------- | ---------------- | ---------------- | ---------------- | ---------------- | ---------------- | ---------------- | ---------------- | ---------------- | ---------------- | ---------------- | -------------- | -------------- | -------------- | -------------- | -------------- | -------------- | -------------- | -------------- | -------------- | -------------- | -------------- |
| 2007/08                                                                                  | Юта Флэш | 8                | 8                | 28,8             | 39,4             | 7,1              | 90,9             | 5,4              | 1,9              | 0,8              | 0,6              | 9,6              | Не участвовал  | Не участвовал  | Не участвовал  | Не участвовал  | Не участвовал  | Не участвовал  | Не участвовал  | Не участвовал  | Не участвовал  | Не участвовал  | Не участвовал  |
|                                                                                          | Всего    | 8                | 8                | 28,8             | 39,4             | 7,1              | 90,9             | 5,4              | 1,9              | 0,8              | 0,6              | 9,6              | Не участвовал  | Не участвовал  | Не участвовал  | Не участвовал  | Не участвовал  | Не участвовал  | Не участвовал  | Не участвовал  | Не участвовал  | Не участвовал  | Не участвовал  |
| Наведите курсор мыши на аббревиатуры в заголовке таблицы, чтобы прочесть их расшифровку. |          |                  |                  |                  |                  |                  |                  |                  |                  |                  |                  |                  |                |                |                |                |                |                |                |                |                |                |                |

### Статистика в NCAA
| Сезон | Команда | Conf  | Class | GP  | GS | MPG  | FG%  | 3P%  | FT%  | RPG | APG | SPG | BPG | PPG  |
| --- | ------- | ----- | ----- | --- | -- | ---- | ---- | ---- | ---- | --- | --- | --- | --- | ---- |
| 1997/98 | Юта     | WAC   | FR    | 21  | 0  | 11,1 | 45,6 | 30,8 | 51,5 | 1,6 | 0,5 | 0,2 | 0,2 | 3,5  |
| 2000/01 | Юта     | MWC   | SO    | 31  | 25 | 22,1 | 45,5 | 42,6 | 65,0 | 5,4 | 0,3 | 0,7 | 0,5 | 9,2  |
| 2001/02 | Юта     | MWC   | JR    | 30  | 30 | 27,9 | 49,6 | 35,6 | 60,1 | 6,3 | 1,5 | 1,0 | 0,5 | 12,6 |
| 2002/03 | Юта     | MWC   | SR    | 27  | 27 | 29,2 | 47,7 | 25,8 | 53,1 | 6,7 | 2,0 | 1,1 | 0,5 | 11,6 |
| Всего | Всего   | Всего | Всего | 109 | 82 | 23,3 | 47,6 | 33,8 | 58,9 | 5,2 | 1,1 | 0,8 | 0,4 | 9,6  |
| Наведите курсор мыши на аббревиатуры в заголовке таблицы, чтобы прочесть их расшифровку Статистика приведена с сайта sports-reference.com |         |       |       |     |    |      |      |      |      |     |     |     |     |      |

### Статистика в других лигах
| Сезон | Команда        | Лига                | GP  | GS | MPG  | FG%  | 3P%  | FT%  | RPG | APG | SPG | BPG | PFL | TOV | PPG  |
| --- | -------------- | ------------------- | --- | -- | ---- | ---- | ---- | ---- | --- | --- | --- | --- | --- | --- | ---- |
| 2005/06 | Все клубы      | Все лиги            | 28  | 24 | 25,2 | 44,4 | 32,3 | 65,4 | 3,7 | 0,8 | 0,8 | 0,3 | 2,5 | 1,8 | 11,0 |
| 2005/06 | Аликанте       | Чемпионат Испании   | 19  | 15 | 25,7 | 45,4 | 31,4 | 64,8 | 3,7 | 0,8 | 0,9 | 0,4 | 2,6 | 1,7 | 11,3 |
| 2005/06 | Аликанте       | Кубок Европы        | 9   | 9  | 24,0 | 42,3 | 34,5 | 66,7 | 3,8 | 0,8 | 0,7 | 0,0 | 2,1 | 2,0 | 10,4 |
| 2006/07 | Все клубы      | Все лиги            | 49  | 29 | 24,5 | 44,6 | 30,2 | 78,8 | 5,1 | 1,5 | 0,9 | 0,4 | 3,1 | 2,0 | 11,0 |
| 2006/07 | Элан Беарне    | Чемпионат Франции   | 29  | 14 | 24,5 | 42,0 | 29,7 | 78,4 | 5,7 | 1,8 | 0,9 | 0,5 | 3,0 | 1,8 | 10,9 |
| 2006/07 | Элан Беарне    | Евролига            | 20  | 15 | 24,5 | 49,4 | 31,1 | 79,0 | 4,2 | 1,1 | 1,1 | 0,4 | 3,4 | 2,2 | 11,1 |
| 2007/08 | Галатасарай    | Кубок Европы        | 6   | 3  | 17,2 | 40,0 | 33,3 | 50,0 | 3,7 | 0,7 | 0,5 | 0,3 | 2,8 | 2,0 | 3,8  |
| 2009/10 | Панеллиниос    | Кубок Европы        | 9   | 5  | 15,7 | 43,6 | 40,0 | 83,3 | 3,8 | 0,6 | 0,2 | 0,1 | 2,0 | 1,6 | 6,1  |
| 2011/12 | Кильмес        | Чемпионат Аргентины | 14  | 13 | 26,0 | 40,7 | 29,4 | 74,2 | 5,9 | 1,1 | 0,5 | 0,4 | 2,8 | 1,4 | 13,3 |
| Всего | Всего          | Всего               | 106 | 74 | 23,7 | 43,7 | 31,2 | 73,9 | 4,7 | 1,1 | 0,8 | 0,4 | 2,8 | 1,8 | 10,5 |
| В Кубке Европы | В Кубке Европы | В Кубке Европы      | 24  | 17 | 19,2 | 42,3 | 36,0 | 72,3 | 3,8 | 0,7 | 0,5 | 0,1 | 2,3 | 1,8 | 7,2  |
| Наведите курсор мыши на аббревиатуры в заголовке таблицы, чтобы прочесть их расшифровку Статистика приведена с сайта basketball.realgm.com |                |                     |     |    |      |      |      |      |     |     |     |     |     |     |      |